# كأس نيوزيلندا 1965
كأس نيوزيلندا 1965 (بالإنجليزية: 1965 Chatham Cup)‏ هو موسم من كأس نيوزيلندا. فاز فيه Eastern Suburbs AFC ‏.